# Campeonato de Primera División 1932 (Argentina)
El Campeonato de Primera División 1932 fue el segundo organizado por la Liga Argentina de Football. Se desarrolló entre el 13 de marzo y el 13 de noviembre, en dos ruedas de todos contra todos, y al no existir ascensos y descensos, fue disputado por los mismos equipos que habían jugado el campeonato anterior. 
Con el entrenador Víctor Caamaño al frente del equipo, el Club Atlético River Plate, que venía de una no muy destacada actuación en la era amateur, con un solo título logrado en 1920, se consagró tras un desempate con el Club Atlético Independiente, al haber igualado el primer puesto del torneo. Fue decisivo para ese logro la contratación del extraordinario goleador Bernabé Ferreyra, a la postre el máximo anotador del certamen con una amplia diferencia sobre sus seguidores, habiendo pagado por su pase una suma que llevó a que al club se le adjudicara el mote de Millonarios, el que perduró en el tiempo.

## Equipos
| Equipo             | Ciudad               |
| ------------------ | -------------------- |
| Argentinos Juniors | Buenos Aires         |
| Atlanta            | Buenos Aires         |
| Boca Juniors       | Buenos Aires         |
| Chacarita Juniors  | Buenos Aires         |
| Estudiantes        | La Plata             |
| Ferro Carril Oeste | Buenos Aires         |
| Gimnasia y Esgrima | La Plata             |
| Huracán            | Buenos Aires         |
| Independiente      | Avellaneda           |
| Lanús              | Lanús                |
| Platense           | Buenos Aires         |
| Quilmes            | Quilmes              |
| Racing Club        | Avellaneda           |
| River Plate        | Buenos Aires         |
| San Lorenzo        | Buenos Aires         |
| Talleres           | Remedios de Escalada |
| Tigre              | Victoria             |
| Vélez Sarsfield    | Buenos Aires         |

### Distribución geográfica de los equipos
| Región                 | Cant. | Equipos |
| ---------------------- | ----- | --- |
| Ciudad de Buenos Aires | 10    | Argentinos Juniors, Atlanta, Boca Juniors, Chacarita Juniors, Ferro Carril Oeste, Huracán, Platense, River Plate, San Lorenzo y Vélez Sarsfield |
| Conurbano bonaerense   | 6     | Independiente, Lanús, Quilmes, Racing Club, Talleres (RdE) y Tigre                                                                              |
| Ciudad de La Plata     | 2     | Estudiantes y Gimnasia y Esgrima |

## Tabla de posiciones final
| Pos. | Equipo                  | Pts. | PJ | PG | PE | PP | GF | GC | Dif. |
| ---- | ----------------------- | ---- | -- | -- | -- | -- | -- | -- | ---- |
| 1.º  | River Plate             | 50   | 34 | 22 | 6  | 6  | 81 | 43 | 38   |
| 2.º  | Independiente           | 50   | 34 | 22 | 6  | 6  | 69 | 40 | 29   |
| 3.º  | Racing Club             | 49   | 34 | 20 | 9  | 5  | 58 | 26 | 32   |
| 4.º  | Boca Juniors            | 46   | 34 | 20 | 6  | 8  | 77 | 43 | 34   |
| 5.º  | San Lorenzo             | 45   | 34 | 17 | 11 | 6  | 83 | 44 | 39   |
| 6.º  | Estudiantes (LP)        | 40   | 34 | 16 | 8  | 10 | 80 | 62 | 18   |
| 7.º  | Gimnasia y Esgrima (LP) | 37   | 34 | 15 | 7  | 12 | 78 | 59 | 19   |
| 8.º  | Vélez Sarsfield         | 37   | 34 | 15 | 7  | 12 | 47 | 52 | −5   |
| 9.º  | Huracán                 | 35   | 34 | 14 | 7  | 13 | 58 | 58 | 0    |
| 10.º | Platense                | 35   | 34 | 13 | 9  | 12 | 55 | 63 | −8   |
| 11.º | Ferro Carril Oeste      | 33   | 34 | 13 | 7  | 14 | 64 | 59 | 5    |
| 12.º | Quilmes                 | 32   | 34 | 13 | 6  | 15 | 50 | 67 | −17  |
| 13.º | Chacarita Juniors       | 31   | 34 | 12 | 7  | 15 | 74 | 73 | 1    |
| 14.º | Argentinos Juniors      | 23   | 34 | 6  | 11 | 17 | 40 | 65 | −25  |
| 15.º | Lanús                   | 18   | 34 | 6  | 6  | 22 | 37 | 73 | −36  |
| 16.º | Talleres (RdE)          | 17   | 34 | 5  | 7  | 22 | 44 | 74 | −30  |
| 17.º | Tigre                   | 17   | 34 | 5  | 7  | 22 | 49 | 94 | −45  |
| 18.º | Atlanta                 | 17   | 34 | 6  | 5  | 23 | 31 | 80 | −49  |

## Resultados
| Fecha 1            | Fecha 1   | Fecha 1           | Fecha 1            | Fecha 1     |
| Local              | Resultado | Visitante         | Estadio            | Fecha       |
| ------------------ | --------- | ----------------- | ------------------ | ----------- |
| Racing Club        | 0 - 0     | San Lorenzo       | Racing Club        | 13 de marzo |
| Estudiantes        | 6 - 1     | Gimnasia (LP)     | Estudiantes        | 13 de marzo |
| Huracán            | 2 - 1     | Independiente     | Huracán            | 13 de marzo |
| Atlanta            | 2 - 5     | Boca Juniors      | San Lorenzo        | 13 de marzo |
| River Plate        | 3 - 1     | Chacarita Juniors | River Plate        | 13 de marzo |
| Lanús              | 0 - 3     | Quilmes           | Lanús              | 13 de marzo |
| Ferro Carril Oeste | 3 - 4     | Platense          | Boca Juniors       | 13 de marzo |
| Argentinos Juniors | 2 - 2     | Vélez Sarsfield   | Argentinos Juniors | 13 de marzo |
| Tigre              | 1 - 1     | Talleres (RdE)    | Tigre              | 13 de marzo |

| Fecha 2           | Fecha 2   | Fecha 2            | Fecha 2            | Fecha 2     |
| Local             | Resultado | Visitante          | Estadio            | Fecha       |
| ----------------- | --------- | ------------------ | ------------------ | ----------- |
| Chacarita Juniors | 1 - 3     | Racing Club        | River Plate        | 20 de marzo |
| Boca Juniors      | 1 - 1     | Lanús              | Boca Juniors       | 20 de marzo |
| Gimnasia (LP)     | 2 - 4     | Ferro Carril Oeste | Gimnasia           | 20 de marzo |
| Tigre             | 1 - 5     | River Plate        | Tigre              | 20 de marzo |
| Independiente     | 3 - 0     | Atlanta            | Independiente      | 20 de marzo |
| San Lorenzo       | 2 - 1     | Huracán            | San Lorenzo        | 20 de marzo |
| Platense          | 1 - 0     | Quilmes            | Argentinos Juniors | 20 de marzo |
| Vélez Sarsfield   | 2 - 1     | Estudiantes        | Vélez Sarsfield    | 20 de marzo |
| Talleres (RdE)    | 1 - 2     | Argentinos Juniors | Talleres (RdE)     | 20 de marzo |

| Fecha 3            | Fecha 3   | Fecha 3           | Fecha 3            | Fecha 3     |
| Local              | Resultado | Visitante         | Estadio            | Fecha       |
| ------------------ | --------- | ----------------- | ------------------ | ----------- |
| Estudiantes        | 6 - 4     | Talleres (RdE)    | Estudiantes        | 27 de marzo |
| Lanús              | 1 - 1     | Platense          | Lanús              | 27 de marzo |
| Quilmes            | 2 - 1     | Gimnasia (LP)     | Quilmes            | 27 de marzo |
| Ferro Carril Oeste | 3 - 0     | Vélez Sarsfield   | Ferro Carril Oeste | 27 de marzo |
| Atlanta            | 0 - 5     | San Lorenzo       | River Plate        | 27 de marzo |
| Boca Juniors       | 0 - 2     | Independiente     | Boca Juniors       | 27 de marzo |
| Huracán            | 3 - 3     | Chacarita Juniors | Huracán            | 27 de marzo |
| Racing Club        | 6 - 2     | Tigre             | Racing Club        | 27 de marzo |
| Argentinos Juniors | 1 - 2     | River Plate       | Argentinos Juniors | 27 de marzo |

| Fecha 4            | Fecha 4   | Fecha 4            | Fecha 4            | Fecha 4     |
| Local              | Resultado | Visitante          | Estadio            | Fecha       |
| ------------------ | --------- | ------------------ | ------------------ | ----------- |
| River Plate        | 5 - 2     | Estudiantes        | River Plate        | 10 de abril |
| San Lorenzo        | 2 - 1     | Boca Juniors       | San Lorenzo        | 10 de abril |
| Argentinos Juniors | 0 - 2     | Racing Club        | Argentinos Juniors | 10 de abril |
| Chacarita Juniors  | 4 - 0     | Atlanta            | Boca Juniors       | 10 de abril |
| Independiente      | 2 - 0     | Lanús              | Independiente      | 10 de abril |
| Gimnasia (LP)      | 2 - 1     | Platense           | Gimnasia           | 10 de abril |
| Vélez Sarsfield    | 3 - 0     | Quilmes            | Vélez Sarsfield    | 10 de abril |
| Talleres (RdE)     | 0 - 2     | Ferro Carril Oeste | Talleres (RdE)     | 10 de abril |
| Tigre              | 2 - 3     | Huracán            | Tigre              | 10 de abril |

| Fecha 5            | Fecha 5   | Fecha 5            | Fecha 5            | Fecha 5     |
| Local              | Resultado | Visitante          | Estadio            | Fecha       |
| ------------------ | --------- | ------------------ | ------------------ | ----------- |
| Ferro Carril Oeste | 2 - 4     | River Plate        | Ferro Carril Oeste | 17 de abril |
| Independiente      | 1 - 1     | San Lorenzo        | Independiente      | 17 de abril |
| Estudiantes        | 0 - 4     | Racing Club        | Estudiantes        | 17 de abril |
| Platense           | 5 - 2     | Vélez Sarsfield    | River Plate        | 17 de abril |
| Boca Juniors       | 0 - 2     | Chacarita Juniors  | Boca Juniors       | 17 de abril |
| Huracán            | 3 - 2     | Argentinos Juniors | Huracán            | 17 de abril |
| Lanús              | 1 - 2     | Gimnasia (LP)      | Lanús              | 17 de abril |
| Atlanta            | 0 - 0     | Tigre              | Argentinos Juniors | 17 de abril |
| Quilmes            | 0 - 0     | Talleres (RdE)     | Quilmes            | 17 de abril |

| Fecha 6            | Fecha 6   | Fecha 6            | Fecha 6            | Fecha 6     |
| Local              | Resultado | Visitante          | Estadio            | Fecha       |
| ------------------ | --------- | ------------------ | ------------------ | ----------- |
| River Plate        | 2 - 0     | Quilmes            | River Plate        | 24 de abril |
| Tigre              | 3 - 4     | Boca Juniors       | Tigre              | 24 de abril |
| San Lorenzo        | 2 - 3     | Lanús              | San Lorenzo        | 24 de abril |
| Chacarita Juniors  | 3 - 6     | Independiente      | Boca Juniors       | 24 de abril |
| Racing Club        | 3 - 1     | Ferro Carril Oeste | Racing Club        | 24 de abril |
| Estudiantes        | 4 - 1     | Huracán            | Estudiantes        | 24 de abril |
| Argentinos Juniors | 1 - 1     | Atlanta            | Argentinos Juniors | 24 de abril |
| Vélez Sarsfield    | 1 - 0     | Gimnasia (LP)      | Vélez Sarsfield    | 24 de abril |
| Talleres (RdE)     | 2 - 1     | Platense           | Talleres (RdE)     | 24 de abril |

| Fecha 7            | Fecha 7   | Fecha 7            | Fecha 7            | Fecha 7   |
| Local              | Resultado | Visitante          | Estadio            | Fecha     |
| ------------------ | --------- | ------------------ | ------------------ | --------- |
| Platense           | 0 - 4     | River Plate        | Platense           | 1 de mayo |
| Quilmes            | 0 - 4     | Racing Club        | Quilmes            | 1 de mayo |
| San Lorenzo        | 0 - 1     | Chacarita Juniors  | San Lorenzo        | 1 de mayo |
| Independiente      | 2 - 0     | Tigre              | Independiente      | 1 de mayo |
| Atlanta            | 0 - 2     | Estudiantes        | River Plate        | 1 de mayo |
| Ferro Carril Oeste | 3 - 0     | Huracán            | Ferro Carril Oeste | 1 de mayo |
| Lanús              | 0 - 2     | Vélez Sarsfield    | Lanús              | 1 de mayo |
| Boca Juniors       | 2 - 2     | Argentinos Juniors | Boca Juniors       | 1 de mayo |
| Gimnasia (LP)      | 2 - 2     | Talleres (RdE)     | Gimnasia           | 1 de mayo |

| Fecha 8            | Fecha 8   | Fecha 8         | Fecha 8            | Fecha 8   |
| Local              | Resultado | Visitante       | Estadio            | Fecha     |
| ------------------ | --------- | --------------- | ------------------ | --------- |
| Estudiantes        | 3 - 5     | Boca Juniors    | Estudiantes        | 5 de mayo |
| River Plate        | 2 - 0     | Gimnasia (LP)   | River Plate        | 5 de mayo |
| Racing Club        | 1 - 1     | Platense        | Racing Club        | 5 de mayo |
| Argentinos Juniors | 3 - 4     | Independiente   | Argentinos Juniors | 5 de mayo |
| Huracán            | 6 - 1     | Quilmes         | Huracán            | 5 de mayo |
| Tigre              | 1 - 2     | San Lorenzo     | Tigre              | 5 de mayo |
| Talleres (RdE)     | 0 - 2     | Vélez Sarsfield | Talleres (RdE)     | 5 de mayo |
| Chacarita Juniors  | 1 - 1     | Lanús           | Boca Juniors       | 5 de mayo |
| Ferro Carril Oeste | 6 - 1     | Atlanta         | Ferro Carril Oeste | 5 de mayo |

| Fecha 9           | Fecha 9   | Fecha 9            | Fecha 9            | Fecha 9   |
| Local             | Resultado | Visitante          | Estadio            | Fecha     |
| ----------------- | --------- | ------------------ | ------------------ | --------- |
| Independiente     | 1 - 1     | Estudiantes        | Independiente      | 9 de mayo |
| Gimnasia (LP)     | 1 - 1     | Racing Club        | Gimnasia           | 9 de mayo |
| Vélez Sarsfield   | 1 - 1     | River Plate        | Vélez Sarsfield    | 9 de mayo |
| San Lorenzo       | 2 - 2     | Argentinos Juniors | San Lorenzo        | 9 de mayo |
| Boca Juniors      | 3 - 1     | Ferro Carril Oeste | Boca Juniors       | 9 de mayo |
| Platense          | 3 - 2     | Huracán            | Platense           | 9 de mayo |
| Chacarita Juniors | 2 - 2     | Tigre              | Argentinos Juniors | 9 de mayo |
| Lanús             | 2 - 1     | Talleres (RdE)     | Lanús              | 9 de mayo |
| Quilmes           | 1 - 0     | Atlanta            | Quilmes            | 9 de mayo |

| Fecha 10           | Fecha 10  | Fecha 10          | Fecha 10           | Fecha 10   |
| Local              | Resultado | Visitante         | Estadio            | Fecha      |
| ------------------ | --------- | ----------------- | ------------------ | ---------- |
| Estudiantes        | 4 - 3     | San Lorenzo       | Estudiantes        | 15 de mayo |
| Racing Club        | 2 - 1     | Vélez Sarsfield   | Racing Club        | 15 de mayo |
| River Plate        | 3 - 0     | Talleres (RdE)    | River Plate        | 15 de mayo |
| Ferro Carril Oeste | 2 - 4     | Independiente     | Ferro Carril Oeste | 15 de mayo |
| Quilmes            | 0 - 3     | Boca Juniors      | Quilmes            | 15 de mayo |
| Huracán            | 2 - 1     | Gimnasia (LP)     | Huracán            | 15 de mayo |
| Argentinos Juniors | 0 - 0     | Chacarita Juniors | Argentinos Juniors | 15 de mayo |
| Lanús              | 2 - 2     | Tigre             | Lanús              | 15 de mayo |
| Atlanta            | 0 - 1     | Platense          | San Lorenzo        | 15 de mayo |

| Fecha 11          | Fecha 11  | Fecha 11           | Fecha 11           | Fecha 11   |
| Local             | Resultado | Visitante          | Estadio            | Fecha      |
| ----------------- | --------- | ------------------ | ------------------ | ---------- |
| San Lorenzo       | 3 - 0     | Ferro Carril Oeste | Boca Juniors       | 22 de mayo |
| Independiente     | 4 - 0     | Quilmes            | Independiente      | 22 de mayo |
| Chacarita Juniors | 1 - 1     | Estudiantes        | Argentinos Juniors | 22 de mayo |
| River Plate       | 4 - 1     | Lanús              | River Plate        | 22 de mayo |
| Platense          | 1 - 1     | Boca Juniors       | Platense           | 22 de mayo |
| Talleres (RdE)    | 0 - 3     | Racing Club        | Talleres (RdE)     | 22 de mayo |
| Vélez Sarsfield   | 2 - 0     | Huracán            | Vélez Sarsfield    | 22 de mayo |
| Tigre             | 3 - 0     | Argentinos Juniors | Tigre              | 22 de mayo |
| Gimnasia (LP)     | 6 - 0     | Atlanta            | Gimnasia           | 22 de mayo |

| Fecha 12           | Fecha 12  | Fecha 12           | Fecha 12           | Fecha 12   |
| Local              | Resultado | Visitante          | Estadio            | Fecha      |
| ------------------ | --------- | ------------------ | ------------------ | ---------- |
| Racing Club        | 0 - 1     | River Plate        | Racing Club        | 29 de mayo |
| Platense           | 2 - 0     | Independiente      | Platense           | 29 de mayo |
| Boca Juniors       | 2 - 1     | Gimnasia (LP)      | Boca Juniors       | 29 de mayo |
| Estudiantes        | 4 - 3     | Tigre              | Estudiantes        | 29 de mayo |
| Ferro Carril Oeste | 3 - 1     | Chacarita Juniors  | Ferro Carril Oeste | 29 de mayo |
| Quilmes            | 2 - 2     | San Lorenzo        | Quilmes            | 29 de mayo |
| Huracán            | 2 - 2     | Talleres (RdE)     | Huracán            | 29 de mayo |
| Atlanta            | 0 - 1     | Vélez Sarsfield    | River Plate        | 29 de mayo |
| Lanús              | 3 - 1     | Argentinos Juniors | Lanús              | 29 de mayo |

| Fecha 13           | Fecha 13  | Fecha 13           | Fecha 13           | Fecha 13   |
| Local              | Resultado | Visitante          | Estadio            | Fecha      |
| ------------------ | --------- | ------------------ | ------------------ | ---------- |
| Racing Club        | 2 - 0     | Lanús              | Racing Club        | 5 de junio |
| Tigre              | 3 - 2     | Ferro Carril Oeste | Tigre              | 5 de junio |
| Talleres (RdE)     | 4 - 1     | Atlanta            | Talleres (RdE)     | 5 de junio |
| Chacarita Juniors  | 6 - 2     | Quilmes            | Platense           | 5 de junio |
| San Lorenzo        | 2 - 0     | Platense           | San Lorenzo        | 5 de junio |
| Argentinos Juniors | 0 - 3     | Estudiantes        | Argentinos Juniors | 5 de junio |
| Vélez Sarsfield    | 1 - 2     | Boca Juniors       | Vélez Sarsfield    | 5 de junio |
| Gimnasia (LP)      | 2 - 2     | Independiente      | Gimnasia           | 5 de junio |
| River Plate        | 1 - 1     | Huracán            | River Plate        | 5 de junio |

| Fecha 14           | Fecha 14  | Fecha 14           | Fecha 14           | Fecha 14    |
| Local              | Resultado | Visitante          | Estadio            | Fecha       |
| ------------------ | --------- | ------------------ | ------------------ | ----------- |
| Platense           | 2 - 1     | Chacarita Juniors  | Platense           | 12 de junio |
| Boca Juniors       | 3 - 2     | Talleres (RdE)     | Boca Juniors       | 12 de junio |
| Lanús              | 0 - 4     | Estudiantes        | Lanús              | 12 de junio |
| Atlanta            | 0 - 3     | River Plate        | San Lorenzo        | 12 de junio |
| Quilmes            | 4 - 0     | Tigre              | Quilmes            | 12 de junio |
| Ferro Carril Oeste | 1 - 1     | Argentinos Juniors | Ferro Carril Oeste | 12 de junio |
| Independiente      | 2 - 0     | Vélez Sarsfield    | Independiente      | 12 de junio |
| Gimnasia (LP)      | 0 - 2     | San Lorenzo        | Gimnasia           | 12 de junio |
| Huracán            | 0 - 1     | Racing Club        | Huracán            | 12 de junio |

| Fecha 15           | Fecha 15  | Fecha 15           | Fecha 15           | Fecha 15    |
| Local              | Resultado | Visitante          | Estadio            | Fecha       |
| ------------------ | --------- | ------------------ | ------------------ | ----------- |
| River Plate        | 1 - 1     | Boca Juniors       | River Plate        | 19 de junio |
| Racing Club        | 2 - 1     | Atlanta            | Racing Club        | 19 de junio |
| Talleres (RdE)     | 1 - 2     | Independiente      | Talleres (RdE)     | 19 de junio |
| Estudiantes        | 3 - 1     | Ferro Carril Oeste | Estudiantes        | 19 de junio |
| Argentinos Juniors | 1 - 1     | Quilmes            | Argentinos Juniors | 19 de junio |
| Huracán            | 3 - 1     | Lanús              | Huracán            | 19 de junio |
| Chacarita Juniors  | 1 - 1     | Gimnasia (LP)      | Ferro Carril Oeste | 19 de junio |
| Tigre              | 3 - 1     | Platense           | Tigre              | 19 de junio |
| Vélez Sarsfield    | 1 - 4     | San Lorenzo        | Vélez Sarsfield    | 19 de junio |

| Fecha 16        | Fecha 16  | Fecha 16           | Fecha 16        | Fecha 16    |
| Local           | Resultado | Visitante          | Estadio         | Fecha       |
| --------------- | --------- | ------------------ | --------------- | ----------- |
| Independiente   | 5 - 0     | River Plate        | Independiente   | 26 de junio |
| Boca Juniors    | 1 - 1     | Racing Club        | Boca Juniors    | 26 de junio |
| San Lorenzo     | 2 - 1     | Talleres (RdE)     | San Lorenzo     | 26 de junio |
| Quilmes         | 2 - 1     | Estudiantes        | Quilmes         | 26 de junio |
| Platense        | 1 - 0     | Argentinos Juniors | Platense        | 26 de junio |
| Vélez Sarsfield | 4 - 3     | Chacarita Juniors  | Vélez Sarsfield | 26 de junio |
| Gimnasia (LP)   | 2 - 2     | Tigre              | Talleres (RdE)  | 26 de junio |
| Atlanta         | 0 - 0     | Huracán            | River Plate     | 26 de junio |
| Lanús           | 2 - 1     | Ferro Carril Oeste | Racing Club     | 26 de junio |

| Fecha 17           | Fecha 17  | Fecha 17          | Fecha 17           | Fecha 17    |
| Local              | Resultado | Visitante         | Estadio            | Fecha       |
| ------------------ | --------- | ----------------- | ------------------ | ----------- |
| River Plate        | 0 - 2     | San Lorenzo       | River Plate        | 10 de julio |
| Racing Club        | 0 - 2     | Independiente     | Racing Club        | 10 de julio |
| Estudiantes        | 4 - 2     | Platense          | Estudiantes        | 10 de julio |
| Tigre              | 3 - 0     | Vélez Sarsfield   | Tigre              | 10 de julio |
| Atlanta            | 2 - 1     | Lanús             | Platense           | 10 de julio |
| Argentinos Juniors | 0 - 2     | Gimnasia (LP)     | Argentinos Juniors | 10 de julio |
| Ferro Carril Oeste | 2 - 0     | Quilmes           | Boca Juniors       | 10 de julio |
| Talleres (RdE)     | 1 - 1     | Chacarita Juniors | Talleres (RdE)     | 10 de julio |
| Huracán            | 0 - 3     | Boca Juniors      | San Lorenzo        | 10 de julio |

| Fecha 18          | Fecha 18  | Fecha 18           | Fecha 18        | Fecha 18    |
| Local             | Resultado | Visitante          | Estadio         | Fecha       |
| ----------------- | --------- | ------------------ | --------------- | ----------- |
| Independiente     | 3 - 2     | Huracán            | Independiente   | 24 de julio |
| Vélez Sarsfield   | 1 - 1     | Argentinos Juniors | Vélez Sarsfield | 24 de julio |
| Talleres (RdE)    | 2 - 0     | Tigre              | Talleres (RdE)  | 24 de julio |
| Gimnasia (LP)     | 2 - 3     | Estudiantes        | Gimnasia        | 24 de julio |
| Quilmes           | 2 - 0     | Lanús              | Quilmes         | 24 de julio |
| San Lorenzo       | 1 - 1     | Racing Club        | San Lorenzo     | 24 de julio |
| Platense          | 2 - 3     | Ferro Carril Oeste | Platense        | 24 de julio |
| Chacarita Juniors | 2 - 3     | River Plate        | Huracán         | 24 de julio |
| Boca Juniors      | 2 - 1     | Atlanta            | Boca Juniors    | 24 de julio |

| Fecha 19           | Fecha 19  | Fecha 19          | Fecha 19           | Fecha 19    |
| Local              | Resultado | Visitante         | Estadio            | Fecha       |
| ------------------ | --------- | ----------------- | ------------------ | ----------- |
| Huracán            | 2 - 0     | San Lorenzo       | Huracán            | 31 de julio |
| Atlanta            | 0 - 1     | Independiente     | Atlanta            | 31 de julio |
| Quilmes            | 5 - 0     | Platense          | Quilmes            | 31 de julio |
| Ferro Carril Oeste | 4 - 4     | Gimnasia (LP)     | Boca Juniors       | 31 de julio |
| River Plate        | 3 - 0     | Tigre             | River Plate        | 31 de julio |
| Lanús              | 1 - 3     | Boca Juniors      | Lanús              | 31 de julio |
| Argentinos Juniors | 1 - 1     | Talleres (RdE)    | Argentinos Juniors | 31 de julio |
| Racing Club        | 3 - 1     | Chacarita Juniors | Racing Club        | 31 de julio |
| Estudiantes        | 1 - 1     | Vélez Sarsfield   | Estudiantes        | 31 de julio |

| Fecha 20          | Fecha 20  | Fecha 20           | Fecha 20           | Fecha 20    |
| Local             | Resultado | Visitante          | Estadio            | Fecha       |
| ----------------- | --------- | ------------------ | ------------------ | ----------- |
| San Lorenzo       | 6 - 3     | Atlanta            | San Lorenzo        | 7 de agosto |
| Independiente     | 2 - 1     | Boca Juniors       | Independiente      | 7 de agosto |
| Chacarita Juniors | 6 - 0     | Huracán            | Argentinos Juniors | 7 de agosto |
| Tigre             | 2 - 3     | Racing Club        | Tigre              | 7 de agosto |
| River Plate       | 5 - 2     | Argentinos Juniors | River Plate        | 7 de agosto |
| Talleres (RdE)    | 1 - 0     | Estudiantes        | Talleres (RdE)     | 7 de agosto |
| Platense          | 3 - 2     | Lanús              | Platense           | 7 de agosto |
| Gimnasia (LP)     | 3 - 2     | Quilmes            | Gimnasia           | 7 de agosto |
| Vélez Sarsfield   | 3 - 0     | Ferro Carril Oeste | Vélez Sarsfield    | 7 de agosto |

| Fecha 21           | Fecha 21  | Fecha 21           | Fecha 21           | Fecha 21     |
| Local              | Resultado | Visitante          | Estadio            | Fecha        |
| ------------------ | --------- | ------------------ | ------------------ | ------------ |
| Boca Juniors       | 1 - 0     | San Lorenzo        | Boca Juniors       | 14 de agosto |
| Quilmes            | 0 - 2     | Vélez Sarsfield    | Quilmes            | 14 de agosto |
| Platense           | 2 - 2     | Gimnasia (LP)      | Platense           | 14 de agosto |
| Estudiantes        | 3 - 3     | River Plate        | Estudiantes        | 14 de agosto |
| Lanús              | 0 - 0     | Independiente      | Lanús              | 14 de agosto |
| Ferro Carril Oeste | 2 - 0     | Talleres (RdE)     | Ferro Carril Oeste | 14 de agosto |
| Racing Club        | 1 - 0     | Argentinos Juniors | Racing Club        | 14 de agosto |
| Huracán            | 3 - 0     | Tigre              | Huracán            | 15 de agosto |
| Atlanta            | 1 - 3     | Chacarita Juniors  | River Plate        | 15 de agosto |

| Fecha 22           | Fecha 22  | Fecha 22           | Fecha 22           | Fecha 22     |
| Local              | Resultado | Visitante          | Estadio            | Fecha        |
| ------------------ | --------- | ------------------ | ------------------ | ------------ |
| San Lorenzo        | 2 - 2     | Independiente      | San Lorenzo        | 21 de agosto |
| Vélez Sarsfield    | 1 - 1     | Platense           | Vélez Sarsfield    | 21 de agosto |
| Gimnasia (LP)      | 4 - 0     | Lanús              | Gimnasia           | 21 de agosto |
| Chacarita Juniors  | 2 - 1     | Boca Juniors       | Platense           | 21 de agosto |
| Talleres (RdE)     | 1 - 1     | Quilmes            | Talleres (RdE)     | 21 de agosto |
| Racing Club        | 2 - 0     | Estudiantes        | Racing Club        | 21 de agosto |
| River Plate        | 0 - 2     | Ferro Carril Oeste | River Plate        | 21 de agosto |
| Argentinos Juniors | 1 - 0     | Huracán            | Argentinos Juniors | 21 de agosto |
| Tigre              | 3 - 2     | Atlanta            | Tigre              | 21 de agosto |

| Fecha 23           | Fecha 23  | Fecha 23           | Fecha 23           | Fecha 23     |
| Local              | Resultado | Visitante          | Estadio            | Fecha        |
| ------------------ | --------- | ------------------ | ------------------ | ------------ |
| Independiente      | 2 - 1     | Chacarita Juniors  | Independiente      | 28 de agosto |
| Huracán            | 1 - 1     | Estudiantes        | Huracán            | 28 de agosto |
| Boca Juniors       | 5 - 0     | Tigre              | Boca Juniors       | 28 de agosto |
| Platense           | 5 - 3     | Talleres (RdE)     | Platense           | 28 de agosto |
| Lanús              | 0 - 4     | San Lorenzo        | Argentinos Juniors | 28 de agosto |
| Gimnasia (LP)      | 2 - 1     | Vélez Sarsfield    | Gimnasia           | 28 de agosto |
| Atlanta            | 1 - 0     | Argentinos Juniors | River Plate        | 28 de agosto |
| Ferro Carril Oeste | 0 - 0     | Racing Club        | Ferro Carril Oeste | 28 de agosto |
| Quilmes            | 2 - 0     | River Plate        | Quilmes            | 28 de agosto |

| Fecha 24           | Fecha 24  | Fecha 24           | Fecha 24           | Fecha 24        |
| Local              | Resultado | Visitante          | Estadio            | Fecha           |
| ------------------ | --------- | ------------------ | ------------------ | --------------- |
| Racing Club        | 1 - 0     | Quilmes            | Racing Club        | 4 de septiembre |
| River Plate        | 1 - 0     | Platense           | River Plate        | 4 de septiembre |
| Estudiantes        | 1 - 2     | Atlanta            | Quilmes            | 4 de septiembre |
| Chacarita Juniors  | 1 - 5     | San Lorenzo        | Boca Juniors       | 4 de septiembre |
| Argentinos Juniors | 1 - 2     | Boca Juniors       | Argentinos Juniors | 4 de septiembre |
| Huracán            | 2 - 0     | Ferro Carril Oeste | Huracán            | 4 de septiembre |
| Tigre              | 2 - 3     | Independiente      | Ferro Carril Oeste | 4 de septiembre |
| Talleres (RdE)     | 1 - 3     | Gimnasia (LP)      | Platense           | 4 de septiembre |
| Vélez Sarsfield    | 3 - 1     | Lanús              | Vélez Sarsfield    | 4 de septiembre |

| Fecha 25        | Fecha 25  | Fecha 25           | Fecha 25           | Fecha 25         |
| Local           | Resultado | Visitante          | Estadio            | Fecha            |
| --------------- | --------- | ------------------ | ------------------ | ---------------- |
| Boca Juniors    | 0 - 2     | Estudiantes        | Boca Juniors       | 11 de septiembre |
| San Lorenzo     | 8 - 2     | Tigre              | San Lorenzo        | 11 de septiembre |
| Atlanta         | 2 - 1     | Ferro Carril Oeste | River Plate        | 11 de septiembre |
| Gimnasia (LP)   | 4 - 3     | River Plate        | Gimnasia           | 11 de septiembre |
| Vélez Sarsfield | 3 - 2     | Talleres (RdE)     | Vélez Sarsfield    | 11 de septiembre |
| Quilmes         | 3 - 2     | Huracán            | Quilmes            | 11 de septiembre |
| Platense        | 1 - 1     | Racing Club        | Platense           | 11 de septiembre |
| Independiente   | 1 - 0     | Argentinos Juniors | Independiente      | 11 de septiembre |
| Lanús           | 1 - 4     | Chacarita Juniors  | Ferro Carril Oeste | 11 de septiembre |

| Fecha 26           | Fecha 26  | Fecha 26          | Fecha 26           | Fecha 26         |
| Local              | Resultado | Visitante         | Estadio            | Fecha            |
| ------------------ | --------- | ----------------- | ------------------ | ---------------- |
| Estudiantes        | 1 - 1     | Independiente     | Estudiantes        | 18 de septiembre |
| Argentinos Juniors | 1 - 5     | San Lorenzo       | Argentinos Juniors | 18 de septiembre |
| River Plate        | 4 - 1     | Vélez Sarsfield   | River Plate        | 18 de septiembre |
| Tigre              | 2 - 3     | Chacarita Juniors | Tigre              | 18 de septiembre |
| Racing Club        | 2 - 0     | Gimnasia (LP)     | Racing Club        | 18 de septiembre |
| Huracán            | 1 - 1     | Platense          | Huracán            | 18 de septiembre |
| Ferro Carril Oeste | 1 - 1     | Boca Juniors      | Ferro Carril Oeste | 18 de septiembre |
| Talleres (RdE)     | 3 - 2     | Lanús             | Talleres (RdE)     | 18 de septiembre |
| Atlanta            | 4 - 1     | Quilmes           | Platense           | 18 de septiembre |

| Fecha 27          | Fecha 27  | Fecha 27           | Fecha 27        | Fecha 27         |
| Local             | Resultado | Visitante          | Estadio         | Fecha            |
| ----------------- | --------- | ------------------ | --------------- | ---------------- |
| San Lorenzo       | 3 - 2     | Estudiantes        | San Lorenzo     | 25 de septiembre |
| Talleres (RdE)    | 0 - 1     | River Plate        | Talleres (RdE)  | 25 de septiembre |
| Platense          | 3 - 0     | Atlanta            | Platense        | 25 de septiembre |
| Boca Juniors      | 7 - 0     | Quilmes            | Boca Juniors    | 25 de septiembre |
| Independiente     | 2 - 1     | Ferro Carril Oeste | Independiente   | 25 de septiembre |
| Gimnasia (LP)     | 0 - 2     | Huracán            | Gimnasia        | 25 de septiembre |
| Vélez Sarsfield   | 1 - 3     | Racing Club        | Vélez Sarsfield | 25 de septiembre |
| Tigre             | 1 - 2     | Lanús              | Tigre           | 25 de septiembre |
| Chacarita Juniors | 1 - 2     | Argentinos Juniors | River Plate     | 25 de septiembre |

| Fecha 28           | Fecha 28  | Fecha 28          | Fecha 28           | Fecha 28     |
| Local              | Resultado | Visitante         | Estadio            | Fecha        |
| ------------------ | --------- | ----------------- | ------------------ | ------------ |
| Quilmes            | 3 - 1     | Independiente     | Quilmes            | 2 de octubre |
| Boca Juniors       | 6 - 1     | Platense          | Boca Juniors       | 2 de octubre |
| Lanús              | 0 - 1     | River Plate       | Platense           | 2 de octubre |
| Estudiantes        | 5 - 3     | Chacarita Juniors | Estudiantes        | 2 de octubre |
| Racing Club        | 3 - 2     | Talleres (RdE)    | Racing Club        | 2 de octubre |
| Huracán            | 4 - 1     | Vélez Sarsfield   | Huracán            | 2 de octubre |
| Argentinos Juniors | 2 - 1     | Tigre             | Argentinos Juniors | 2 de octubre |
| Atlanta            | 1 - 6     | Gimnasia (LP)     | Atlanta            | 2 de octubre |
| Ferro Carril Oeste | 1 - 1     | San Lorenzo       | Ferro Carril Oeste | 2 de octubre |

| Fecha 29           | Fecha 29  | Fecha 29           | Fecha 29           | Fecha 29     |
| Local              | Resultado | Visitante          | Estadio            | Fecha        |
| ------------------ | --------- | ------------------ | ------------------ | ------------ |
| Vélez Sarsfield    | 2 - 0     | Atlanta            | Ferro Carril Oeste | 9 de octubre |
| River Plate        | 1 - 0     | Racing Club        | River Plate        | 9 de octubre |
| Talleres (RdE)     | 2 - 3     | Huracán            | Talleres (RdE)     | 9 de octubre |
| Chacarita Juniors  | 2 - 4     | Ferro Carril Oeste | Atlanta            | 9 de octubre |
| Tigre              | 1 - 1     | Estudiantes        | Tigre              | 9 de octubre |
| Argentinos Juniors | 3 - 1     | Lanús              | Argentinos Juniors | 9 de octubre |
| San Lorenzo        | 2 - 3     | Quilmes            | San Lorenzo        | 9 de octubre |
| Gimnasia (LP)      | 6 - 2     | Boca Juniors       | Gimnasia           | 9 de octubre |
| Independiente      | 4 - 0     | Platense           | Independiente      | 9 de octubre |

| Fecha 30           | Fecha 30  | Fecha 30           | Fecha 30           | Fecha 30      |
| Local              | Resultado | Visitante          | Estadio            | Fecha         |
| ------------------ | --------- | ------------------ | ------------------ | ------------- |
| Atlanta            | 2 - 0     | Talleres (RdE)     | Argentinos Juniors | 16 de octubre |
| Estudiantes        | 4 - 2     | Argentinos Juniors | Estudiantes        | 16 de octubre |
| Independiente      | 1 - 2     | Gimnasia (LP)      | Independiente      | 16 de octubre |
| Ferro Carril Oeste | 3 - 3     | Tigre              | Ferro Carril Oeste | 16 de octubre |
| Boca Juniors       | 3 - 0     | Vélez Sarsfield    | Boca Juniors       | 16 de octubre |
| Quilmes            | 3 - 1     | Chacarita Juniors  | Quilmes            | 16 de octubre |
| Lanús              | 1 - 1     | Racing Club        | Lanús              | 16 de octubre |
| Huracán            | 2 - 2     | River Plate        | Huracán            | 16 de octubre |
| Platense           | 1 - 1     | San Lorenzo        | Platense           | 16 de octubre |

| Fecha 31           | Fecha 31  | Fecha 31           | Fecha 31           | Fecha 31      |
| Local              | Resultado | Visitante          | Estadio            | Fecha         |
| ------------------ | --------- | ------------------ | ------------------ | ------------- |
| Argentinos Juniors | 2 - 1     | Ferro Carril Oeste | Argentinos Juniors | 23 de octubre |
| Racing Club        | 1 - 2     | Huracán            | Racing Club        | 23 de octubre |
| Talleres (RdE)     | 1 - 5     | Boca Juniors       | Talleres (RdE)     | 23 de octubre |
| San Lorenzo        | 4 - 4     | Gimnasia (LP)      | San Lorenzo        | 23 de octubre |
| Tigre              | 1 - 3     | Quilmes            | Tigre              | 23 de octubre |
| Chacarita Juniors  | 4 - 2     | Platense           | Ferro Carril Oeste | 23 de octubre |
| Vélez Sarsfield    | 0 - 0     | Independiente      | Vélez Sarsfield    | 23 de octubre |
| River Plate        | 5 - 3     | Atlanta            | River Plate        | 23 de octubre |
| Estudiantes        | 2 - 1     | Lanús              | Estudiantes        | 23 de octubre |

| Fecha 32           | Fecha 32  | Fecha 32           | Fecha 32           | Fecha 32      |
| Local              | Resultado | Visitante          | Estadio            | Fecha         |
| ------------------ | --------- | ------------------ | ------------------ | ------------- |
| Lanús              | 4 - 1     | Huracán            | Lanús              | 31 de octubre |
| Ferro Carril Oeste | 1 - 0     | Estudiantes        | Ferro Carril Oeste | 31 de octubre |
| Atlanta            | 1 - 1     | Racing Club        | Atlanta            | 31 de octubre |
| Quilmes            | 3 - 3     | Argentinos Juniors | Quilmes            | 31 de octubre |
| Boca Juniors       | 2 - 1     | River Plate        | Boca Juniors       | 31 de octubre |
| Platense           | 5 - 0     | Tigre              | Platense           | 31 de octubre |
| Gimnasia (LP)      | 4 - 2     | Chacarita Juniors  | Gimnasia           | 31 de octubre |
| Independiente      | 2 - 1     | Talleres (RdE)     | Independiente      | 31 de octubre |
| San Lorenzo        | 0 - 0     | Vélez Sarsfield    | San Lorenzo        | 31 de octubre |

| Fecha 33           | Fecha 33  | Fecha 33        | Fecha 33           | Fecha 33       |
| Local              | Resultado | Visitante       | Estadio            | Fecha          |
| ------------------ | --------- | --------------- | ------------------ | -------------- |
| River Plate        | 6 - 1     | Independiente   | River Plate        | 6 de noviembre |
| Argentinos Juniors | 1 - 1     | Platense        | Argentinos Juniors | 6 de noviembre |
| Talleres (RdE)     | 1 - 4     | San Lorenzo     | Talleres (RdE)     | 6 de noviembre |
| Chacarita Juniors  | 4 - 2     | Vélez Sarsfield | Platense           | 6 de noviembre |
| Tigre              | 0 - 5     | Gimnasia (LP)   | Tigre              | 6 de noviembre |
| Racing Club        | 0 - 1     | Boca Juniors    | San Lorenzo        | 6 de noviembre |
| Estudiantes        | 3 - 1     | Quilmes         | Estudiantes        | 6 de noviembre |
| Huracán            | 1 - 0     | Atlanta         | Huracán            | 6 de noviembre |
| Ferro Carril Oeste | 3 - 1     | Lanús           | Ferro Carril Oeste | 6 de noviembre |

| Fecha 34          | Fecha 34  | Fecha 34           | Fecha 34        | Fecha 34        |
| Local             | Resultado | Visitante          | Estadio         | Fecha           |
| ----------------- | --------- | ------------------ | --------------- | --------------- |
| Boca Juniors      | 5 - 1     | Huracán            | Boca Juniors    | 13 de noviembre |
| Independiente     | 0 - 1     | Racing Club        | Independiente   | 13 de noviembre |
| San Lorenzo       | 1 - 1     | River Plate        | San Lorenzo     | 13 de noviembre |
| Platense          | 2 - 2     | Estudiantes        | Platense        | 13 de noviembre |
| Lanús             | 1 - 1     | Atlanta            | Lanús           | 13 de noviembre |
| Vélez Sarsfield   | 1 - 0     | Tigre              | Vélez Sarsfield | 13 de noviembre |
| Quilmes           | 0 - 0     | Ferro Carril Oeste | Quilmes         | 13 de noviembre |
| Gimnasia (LP)     | 3 - 0     | Argentinos Juniors | Gimnasia        | 13 de noviembre |
| Chacarita Juniors | 2 - 1     | Talleres (RdE)     | River Plate     | 13 de noviembre |

## Final desempate del primer puesto
| POR | POR | Sebastián Sirni   |  |
| DEF | DEF | Roberto Basílico  |  |
| DEF | DEF | Alberto Cuello    |  |
| MED | MED | Esteban Malazzo   |  |
| MED | MED | Manuel Dañil      |  |
| MED | MED | Carlos Santamaría |  |
| DEL | DEL | Ricardo Zatelli   |  |
| DEL | DEL | Pedro Lago        |  |
| DEL | DEL | Bernabé Ferreyra  |  |
| DEL | DEL | Carlos Peucelle   |  |
| DEL | DEL | Nazareno Luna     |  |
| DT  | DT  | Víctor Caamaño    |  |

| POR | POR | Atilio Maccarone     |  |
| DEF | DEF | Luis María Fazio     |  |
| DEF | DEF | Fermín Díaz de Lecea |  |
| MED | MED | Juan Ferrou          |  |
| MED | MED | Juan Carlos Corazzo  |  |
| MED | MED | Emilio Armiñana      |  |
| DEL | DEL | Roberto Porta        |  |
| DEL | DEL | Antonio Sastre       |  |
| DEL | DEL | Manuel Seoane        |  |
| DEL | DEL | Manuel Ramos         |  |
| DEL | DEL | Juan Bettinotti      |  |
| DT  | DT  | Zoilo Canavery       |  |

| Anotado | 10' | Bernabé Ferreyra |
| Anotado | 35' | Carlos Peucelle  |
| Anotado | 38' | Ricardo Zatelli  |

| Árbitro | Eduardo Forte |

| POR | POR | Sebastián Sirni   |  |
| DEF | DEF | Roberto Basílico  |  |
| DEF | DEF | Alberto Cuello    |  |
| MED | MED | Esteban Malazzo   |  |
| MED | MED | Manuel Dañil      |  |
| MED | MED | Carlos Santamaría |  |
| DEL | DEL | Ricardo Zatelli   |  |
| DEL | DEL | Pedro Lago        |  |
| DEL | DEL | Bernabé Ferreyra  |  |
| DEL | DEL | Carlos Peucelle   |  |
| DEL | DEL | Nazareno Luna     |  |
| DT  | DT  | Víctor Caamaño    |  |

| POR | POR | Atilio Maccarone     |  |
| DEF | DEF | Luis María Fazio     |  |
| DEF | DEF | Fermín Díaz de Lecea |  |
| MED | MED | Juan Ferrou          |  |
| MED | MED | Juan Carlos Corazzo  |  |
| MED | MED | Emilio Armiñana      |  |
| DEL | DEL | Roberto Porta        |  |
| DEL | DEL | Antonio Sastre       |  |
| DEL | DEL | Manuel Seoane        |  |
| DEL | DEL | Manuel Ramos         |  |
| DEL | DEL | Juan Bettinotti      |  |
| DT  | DT  | Zoilo Canavery       |  |

| Anotado | 10' | Bernabé Ferreyra |
| Anotado | 35' | Carlos Peucelle  |
| Anotado | 38' | Ricardo Zatelli  |

| Árbitro | Eduardo Forte |

## Goleadores
| Jugador              | Jugador           | Goles | Equipo         |
| -------------------- | ----------------- | ----- | -------------- |
| Bandera de Argentina | Bernabé Ferreyra  | 43    | River Plate    |
| Bandera de Argentina | Hugo Lamanna      | 24    | Talleres (RdE) |
| Bandera de Argentina | Francisco Varallo | 24    | Boca Juniors   |
| Bandera de Argentina | Gabriel Magán     | 22    | San Lorenzo    |
| Bandera de Argentina | Manuel Seoane     | 22    | Independiente  |

## Caso de incentivo
El 2 de octubre, durante la disputa de la Fecha 28, Quilmes venció por 3 a 1 a Independiente. El encuentro se caracterizó por el juego anormal del conjunto local, con frecuentes infracciones por parte de la defensa de Quilmes sobre los delanteros del equipo de Avellaneda Luis Ravaschino y Manuel Seoane, al punto que el primero mencionado no pudo disputar los partidos restantes del torneo ni el partido desempate. Luego, dos de los defensores fueron vistos en la sede de River Plate cobrando dinero, siendo el primer caso de incentivo ocurrido en la era profesional.

## Copas nacionales
Durante la temporada se disputaron también las siguientes copas nacionales:
- Copa de Competencia: ganada por el Club Atlético River Plate.
- Copa Beccar Varela: ganada por el Racing Club.